# Menexenus veredus
Menexenus veredus är en tvåvingeart som beskrevs av Artigas 1970. Menexenus veredus ingår i släktet Menexenus och familjen rovflugor. Inga underarter finns listade i Catalogue of Life.